# Transbordador espacial Endeavour

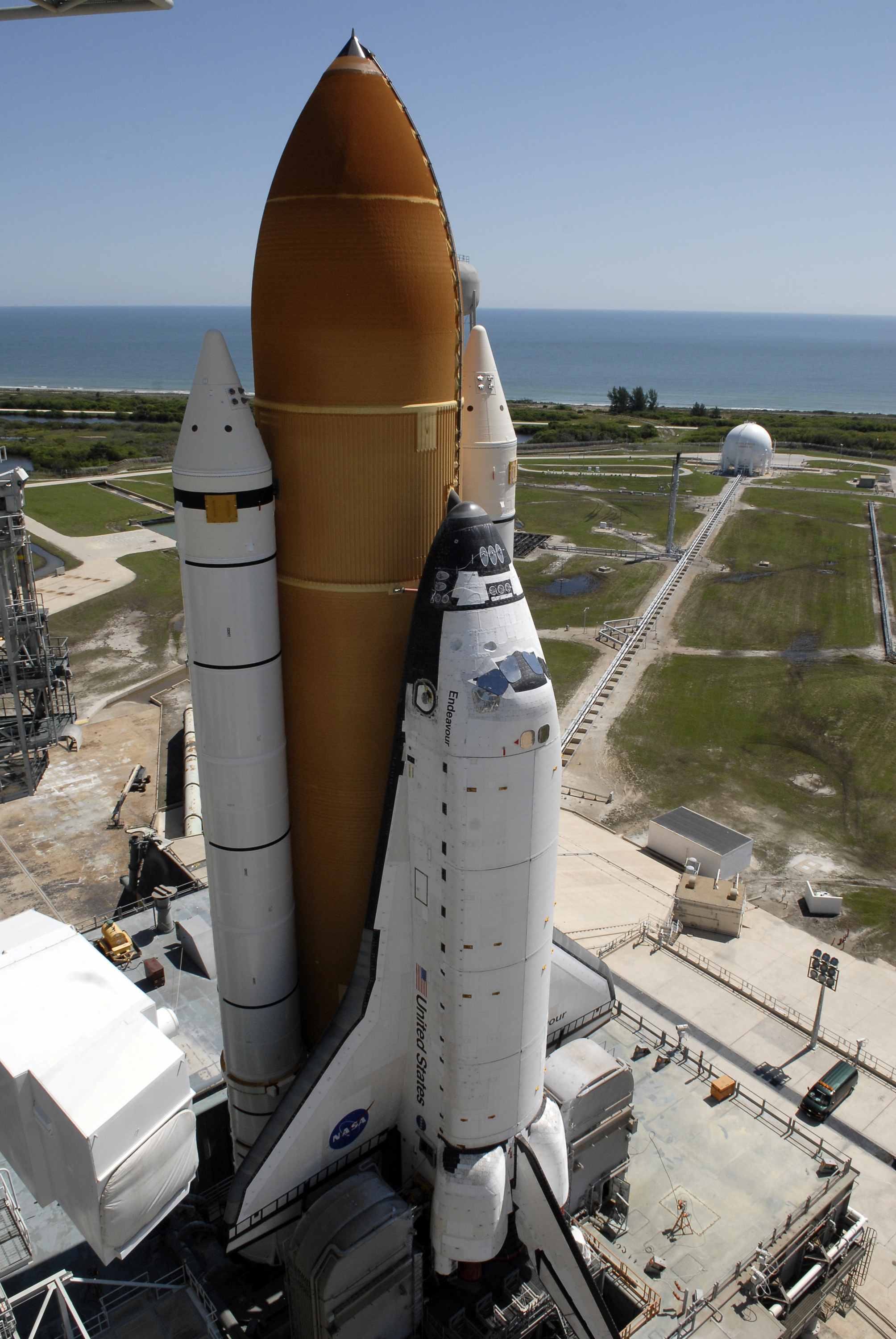
Endeavaour a la plataforma de llançament poc abans de la missió STS-127.

El transbordador espacial Endeavour (designació NASA: OV-105) fou el sisè i darrer transbordador espacial construït per la NASA.
La construcció de l'Endeavour començà el 1987 per a reemplaçar al Challenger, que es perdé en un accident en 1986. En la seua construcció s'usaren recanvis dels transbordadors Discovery i Atlantis. La decisió de construir l'Endeavour, es va preferir al reacondicionament de l'Enterprise per ser més barat.
L'Endeavour es llançà per primera vegada en 1992 i la seua primera missió va consistir a capturar i tornar a posar en òrbita un satèl·lit de comunicacions avariat. En 1993 va fer la seua primera missió de servei al Telescopi Espacial Hubble. L'Endeavour va ser retirat del servei en 1997 durant 8 mesos per a una readaptació, que va incloure la instal·lació d'un nou sistema d'aire comprimit. En desembre de 1998, lliurà un mòdul d'unitat a l'Estació Espacial Internacional.
El transbordador deu el seu nom a HMS Endeavour, el vaixell que comandà en el segle xviii l'explorador James Cook; el nom també és en honor de l'Endeavour, el mòdul de comandament de l'Apol·lo 15. Després de la retirada va quedar en exhibició al California Science Center.